# شبانکاره‌ای
محمد بن علی شبانکاره‌ای (۶۹۳ یا ۶۹۷ ه‍.ق - پس از ۷۴۳ ه‍.ق) مورخ و نویسندهٔ سدهٔ هشتم ه‍.ق است. اثر معروف او مجمع‌الانساب کتابی در تاریخ و انساب است. او شاعر و مدح‌کنندهٔ دربار خواجه غیاث‌الدین فرزند رشیدالدین فضل‌الله و وزیر سلطان ابوسعید پنداشته می‌شود. اشعار موجود در کتاب مانند قصیده در مدح سلطان ابوسعید، نشان‌دهندهٔ توانایی شاعری اوست. اما از او دیوانی به‌جا نمانده‌است.